# Байрамов, Вагиф Дейрушевич
Вагиф Дейрушевич Байрамов (род. 28 января 1957, Тбилиси) — российский социолог и преподаватель высшей школы. Доктор социологических наук (2009), профессор (2010), член-корреспондент РАО (12 октября 2023 года), Российской академии естественных наук, член Академии гуманитарных наук.

## Биография
Родился 28 января 1957 года в городе Тбилиси.
О своем детстве Вагиф Дейрушевич Байрамов вспоминает:

Учился в 144-й средней школе и уже с детства – и в школе, и в пионерском лагере я был председателем совета дружины, я не боялся самостоятельного принятия решений и ответственности, и мне всегда нравилось быть лидером в коллективе
В 1986 г. окончил Московский ордена Трудового Красного Знамени вечерний металлургический институт по специальности теплотехника и автоматизация металлургических печей. В 2002 г. окончил Ленинградский государственный областной университет имени А. С. Пушкина по специальности юриспруденция.
В мае 2003 года диссертационным советом Московского государственного технического университета им. Н. Э. Баумана присуждена учёная степень кандидата политических наук. Тема диссертации «Местное самоуправление и государственная власть в России: проблемы взаимоотношений».
В 2006 году избран ректором Московского государственного гуманитарно-экономического университета. В этой должности проработал до 30 ноября 2021 года.
В 2009 году в Южном федеральном университете В. Д. Байрамов защитил диссертацию на соискание ученой степени доктора социологических наук. Тема диссертации «Социальный хаос в российском обществе».
В 2009 году Институтом социологии и Институтом социально-политических исследований РАН награждён Серебряной медалью им. Питирима Сорокина за достижения в области развития социологической науки.
В апреле 2010 года было присвоено учёное звание профессора.
В 2010 году избран академиком Международной Академией наук информации, информационных процессов и технологий (общественная организация, не являющаяся государственной академией наук).
В 2023 году был избран членом Российской академии образования.

## Общественная деятельность
Вагиф Дейрушевич Байрамов является членом следующих органов и организаций:
1. Член рабочей группы Комиссии по вопросам образования и социокультурной деятельности инвалидов Совета при Президенте Российской Федерации по делам инвалидов
2. Член Экспертного совета по инклюзивному и специальному образованию при Комитете Государственной Думы Федерального Собрания РФ по образованию
3. Член Совета Министерства науки и высшего образования РФ по вопросам образования лиц с ограниченными возможностями здоровья и инвалидов
4. Член Совета Министерства просвещения РФ по вопросам образования лиц с ограниченными возможностями здоровья и инвалидов
5. Член Попечительского совета ГБУ города Москвы «Центр социокультурной реабилитации Дианы Гурцкая»

## Взгляды

### Инклюзия в школе
Инклюзия во многих школах сегодня - профанация, потому что этот процесс выстраивается неправильно. Что получилось? Приходит ребенок с инвалидностью в обычный класс. Преподаватель не умеет и не может заниматься с ним одним, он должен уделять внимание еще 24 ученикам. Ребенок не успевает, получает двойки, его переводят на надомное обучение, а директор отчитывается: в школе развивается инклюзия. Никогда в школах не будет нужного количества логопедов, сурдопедагогов, ортопедов, психологов, специалистов по адаптивной физкультуре, чтобы нормально учить таких детей. Это может обеспечить только коррекционная школа

## Научные труды

### Диссертации
1. Байрамов В. Д. Местное самоуправление и государственная власть в России: проблемы взаимоотношений: диссертация… кандидата политических наук: 23.00.02 — Москва, 2003. — 176 с.
2. Байрамов В. Д. Социальный хаос в российском обществе: диссертация… доктора социологических наук: 22.00.04 — Ростов-на-Дону, 2009. — 252 с.

### Монографии
1. Байрамов В. Д. Образование лиц с ограниченными возможностями здоровья в современной России: теоретико-методические аспекты / В. Д. Байрамов, А. В. Герасимов, А. В. Тюрин — М.: Кнорус, 2012—200 с.
2. Экономика России: ресурсный потенциал развития: коллективная монография (к 25-летию МГГЭУ) / под редакцией д-ра соц. наук, проф., В. Д. Байрамов, канд. экон. наук И. Л. Литвиненко. — М.: МГГЭУ, 2015. — 264 с.
3. Актуальные проблемы развития предпринимательства в России: коллективная монография / под ред. В. Д. Байрамова, И. Л. Литвиненко. — М.: МГГЭУ, 2017. — 141 с.
4. Байрамов В. Д. Инклюзия в высшем образовании: от теории к практике / В. Д. Байрамов, А. В. Герасимов. — Москва: Экон-Информ, 2018. — 340 с.
5. Инновации в экономике, управлении, образовании: коллективная монография / под ред. В. Д. Байрамова, И. Л. Литвиненко. — М.: МГГЭУ, 2019. — 194 с.

### Учебные и методические пособия
1. Прикладная экономика и менеджмент: методич. пособие / под общей ред. Байрамова В. Д. — М.: МГГЭУ, 2016. — 178 с.
2. Социология науки: учебное пособие для студентов направления подготовки 39.03.01 Социология / Е. В. Воеводина, Э. К. Наберушкина, Д. С. Райдугин, С. Д. Савенок; под ред. проф. В. Д. Байрамова. — М.: МГГЭУ, 2019. — 138 с.

## Награды
Вагиф Дейрушевич Байрамов за свою более чем 30-летнюю трудовую деятельность имеет следующие награды:
- Нагрудный знак «Почётный работник сферы молодёжной политики Российской Федерации» (2006 г.);
- Нагрудный знак «Почётный работник среднего профессионального образования Российской Федерации» (2006 г.);
- Благодарность Федерального агентства по образованию (2007 г.);
- Благодарность Комитета Государственной Думы Российской Федерации по образованию (2011 г.);
- Медаль ордена «За заслуги перед Отечеством» II степени (2 сентября 2013 г.) — за достигнутые трудовые успехи и многолетнюю добросовестную работу[10];
- Паралимпийская медаль (2015 г.) — за особые заслуги в паралимпийском движении в Азербайджане[11];
- Нагрудный знак «Почетный работник высшего профессионального образования Российской Федерации» (2016 г.);
- Медаль «Терегги» (1 июня 2016 г., Азербайджан) — за заслуги в области укрепления дружбы между народами и развития азербайджанской диаспоры[12];
- Почётный диплом Президента Азербайджанской Республики (10 февраля 2017 г., Азербайджан) — за заслуги в укреплении связей между Азербайджанской Республикой и Российской Федерацией в области образования[13];
- Медаль «Совет Федерации. 25 лет» (2019 г.);
- Орден Почёта (19 сентября 2019 г.) — за заслуги в научно-педагогической деятельности, подготовке высококвалифицированных специалистов и многолетнюю добросовестную работу[14];
- Медаль «За выдающиеся заслуги» Российской академии образования (2019 г.);
- Золотой орден «Гордость Азербайджана» (2022 г.)[15].